# Estação Jardim Planalto
Estação Jardim Planalto é uma estação de monotrilho do metrô da cidade brasileira de São Paulo. Pertence à Linha 15–Prata, que atualmente encontra-se em expansão, e deverá chegar até Jacu-Pêssego, com integração com a Linha 2–Verde na Vila Prudente. Está localizada na Avenida Sapopemba, 10000.

## História

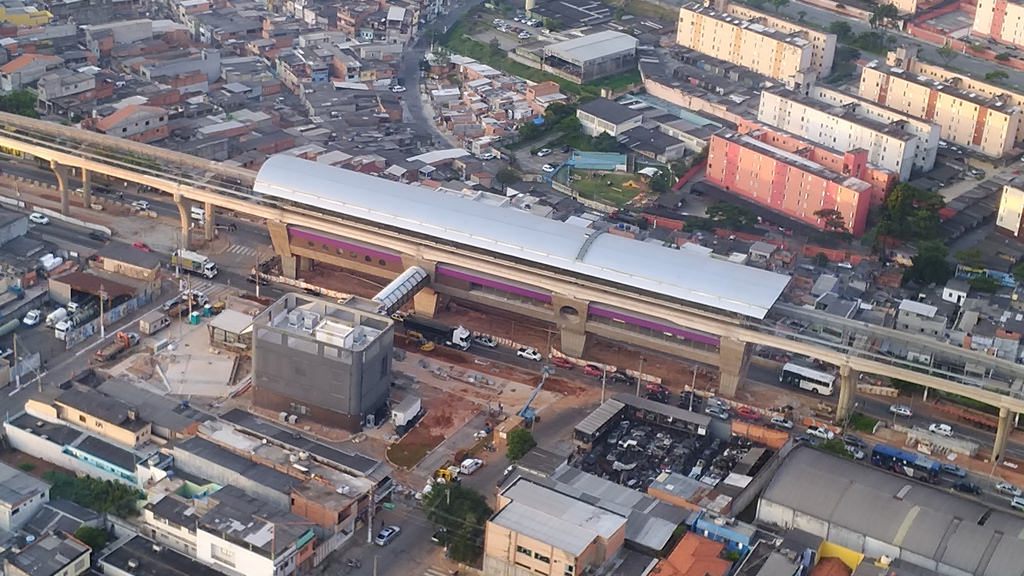
Estação em obras antes da inauguração

O projeto da estação Jardim Planalto foi apresentado ao público juntamente com o projeto da Linha 15 do monotrilho em novembro de 2009, quando a prefeitura de São Paulo transferiu o projeto da segunda fase do Expresso Tiradentes para o Metrô. Apesar disso, as desapropriações necessárias para construir a estação só foram efetivadas em 2012 após a publicação do Decreto Estadual Nº 57.837 de 6 de março de 2012. As obras da estação foram iniciadas em 11 de junho daquele ano.
Após problemas financeiros ocasionados pela crise econômica de 2014 no país, a construtora Azevedo e Travassos realiza diversas paralisações nas obras até abandoná-las definitivamente em setembro de 2018. As obras da estação foram retomadas apenas em abril de 2019 após o Metrô contratar por meio de licitação a empresa Ster Engenharia. A previsão de inauguração das obras até São Mateus até o final de 2019
Em agosto de 2019, o presidente do Companhia do Metropolitano de São Paulo, Silvani Pereira, anunciou a inauguração da estação para o dia 26 daquele mês.

## Diagrama da estação
|  | ↓ a ↓ |

| 1 |

|  | ↑ b ↑ |

|  | ↓ a ↓ |

| 1 |

|  | ↑ b ↑ |

|  | ↓ a ↓ |

| 1 |

|  | ↑ b ↑ |

|  | ↓ a ↓ |

| 1 |

|  | ↑ b ↑ |

## Tabela
| Sigla | Estação         | Inauguração          | Capacidade                 | Integração               | Plataformas | Posição | Notas |
| ----- | --------------- | -------------------- | -------------------------- | ------------------------ | ----------- | ------- | ----- |
| JPL   | Jardim Planalto | 26 de agosto de 2019 | 12.000 passageiros por dia | Bilhete Único da SPTrans | Central     | Elevada |       |